# Liste der Stolpersteine in Bergen auf Rügen
In der Liste der Stolpersteine in Bergen auf Rügen werden jene Gedenksteine aufgeführt, die im Rahmen des Projektes Stolpersteine des Künstlers Gunter Demnig auf dem Gebiet der Stadt Bergen auf Rügen verlegt wurden.
Die ersten zwei Stolpersteine wurden am 15. September 2007 vor dem Haus Markt 19 für den jüdischen Kaufmann Albert Noack und dessen Schwester Ida gesetzt. Im Februar 2021 wurden die Stolpersteine mit brauner Farbe beschmiert. Am 23. Mai 2022 wurden die beiden Stolpersteine durch Gunter Demnig erneuert und zudem sechs weitere Stolpersteine für fünf Personen vor dem Rathaus der Stadt verlegt, die der Familie Wein gewidmet sind.

## Verlegte Stolpersteine
| Bild          | Inschrift | Name          | Ort               | Verlegedatum  | Anmerkungen |
| ------------- | --- | ------------- | ----------------- | ------------- | --- |
| Noack, Albert | Hier wohnte Albert Noack Jg. 1866 gedemütigt / entrechtet Flucht in den Tod 2.5.1933                            | Noack, Albert | Markt 19 (Karte)  | 15. Sep. 2007 | Albert Ali Noack, zählte zu den alteingesessenen Kaufleuten in Bergen, als er sich in der Nacht vom 1. auf den 2. Mai 1933 in seinem Haus erhängte. Diesem Suizid vorausgegangen war eine Begebenheit im Ratskeller, bei der seine Kollegen und wie er Mitglieder der Kaufmannskompanie am Abend des 1. Mai 1933 ihn mieden bzw. signalisierten, dass ihnen seine Gegenwart unangenehm sei. Das heute an gleicher Stelle stehende Haus Markt 19, vor dem Gunter Demnig im September 2007 die Stolpersteine 2007 setzte, wurde in ähnlicher Form wie das Noacksche errichtet. |
| Noack, Ida    | Hier wohnte Ida Noack Jg. 1861 Tot 2.7.1937                                                                     | Noack, Ida    | Markt 19 (Karte)  | 15. Sep. 2007 | Ida Noack war nach dem Bergener Stadtboten die ältere Schwester von Albert Noack, möglicherweise aber auch eine nahe Verwandte. |
| Wein, Familie | Bergen-Rotensee wohnte Familie Wein unfreiwillig verzogen 1936 Berlin ausgewiesen Polen                         | Wein, Familie | Markt 5/6 (Karte) | 23. Mai 2022  | Für die Familie Wein konnte bis zur Verlegung kein konkreter Wohnort ermittelt werden, Bergen war jedenfalls die letzte selbst gewählte Heimat der Familie. An die Familie Wein erinnern auch Stolpersteine in Stralsund. |
| Wein, Hermann | Hermann Wein Jg. 1894 1941 Ghetto Krakau 1944 Gross-Rosen 1945 Buchenwald Todesmarsch Flucht versteckt überlebt | Wein, Hermann | Markt 5/6 (Karte) | 23. Mai 2022  | Hermann Wein wurde am 1. Juni 1894 in Nisko geboren. Im Ersten Weltkrieg diente er in der Infanterie. Etwa im Jahr 1921 heiratete er Malka Lorbeer (1896–1943). Das Paar hatte drei Kinder: Max (1922–2014), Regina (1925–?) und Leo (1927–?). Die Familie Wein lebte ab Mitte der 1920er Jahre in der Stadt. Sie betrieben zwei kleine Geschäfte; nach dem durch die Nationalsozialisten angeordneten Boykott zogen sie 1934 nach Bergen auf Rügen, zwei Jahre später nach Berlin. Im Jahr 1938 wurden sie abgeschoben nach Polen. Sie lebten zunächst in Chorzów, wo Hermann Wein einen kleinen Möbelladen betrieb, mussten aber 1941 weiter ziehen nach Cernów und wenige Wochen später nach Krakau. Hermann und Max Wein leisteten Zwangsarbeit beim Aufbau des KZ Plaszow und wurden dann ins KZ Groß-Rosen, anschließend ins KZ Buchenwald verbracht. Sie konnten im März 1944 auf dem Todesmarsch fliehen, wurden aber gefasst. Ende 1946 gingen sie von Dresden aus auf die Reise in die Vereinigten Staaten. Hermann Wein starb im Jahr 1988 in Miami. An Hermann Wein erinnert auch ein Stolperstein in Stralsund. |
| Wein, Malka   | Malka Wein geb. Lorbeer Jg. 1896 1941 Ghetto Krakau deportiert 1943 ermordet                                    | Wein, Malka   | Markt 5/6 (Karte) | 23. Mai 2022  | Die Familie Wein (Hermann und Malka Wein und ihre Kinder Max, Regina und Leo) lebte ab Mitte der 1920er Jahre in der Stadt. Sie betrieben zwei kleine Geschäfte; nach dem durch die Nationalsozialisten angeordneten Boykott zogen sie nach Bergen auf Rügen, später nach Berlin. Im Jahr 1938 wurden sie abgeschoben nach Polen. Maika, Regina und Leo Wein wurden deportiert. Wahrscheinlich wurden sie ermordet. An Malka Wein erinnert auch ein Stolperstein in Stralsund. |
| Wein, Max     | Max Wein Jg. 1922 1941 Ghetto Krakau 1944 Gross-Rosen 1945 Buchenwald Todesmarsch Flucht versteckt überlebt     | Wein, Max     | Markt 5/6 (Karte) | 23. Mai 2022  | Max Wein wurde am 25. Mai 1922 in Ulanów geboren. Seine Eltern waren Hermann Wein (1894–) und Malka Wein, geb. Lorbeer (1896–1943). Geschwister waren Regina Wein (1925–?) und Leo Wein (1927–?). Die Familie Wein lebte ab Mitte der 1920er Jahre in der Stadt. Sie betrieben zwei kleine Geschäfte; nach dem durch die Nationalsozialisten angeordneten Boykott zogen sie 1934 nach Bergen auf Rügen, zwei Jahre später nach Berlin. Im Jahr 1938 wurden sie abgeschoben nach Polen. Sie lebten zunächst in Chorzów, wo Hermann Wein einen kleinen Möbelladen betrieb, mussten aber 1941 weiter ziehen nach Cernów und wenige Wochen später nach Krakau. Hermann und Max Wein leisteten Zwangsarbeit beim Aufbau des KZ Plaszow und wurden dann ins KZ Groß-Rosen, anschließend ins KZ Buchenwald verbracht. Sie konnten im März 1944 auf dem Todesmarsch fliehen, wurden aber gefasst. Ende 1946 gingen sie von Dresden aus auf die Reise in die Vereinigten Staaten. Max Wein war verheiratet und hatte zwei Kinder. Er starb am 17. Juni 2014 in Chicago. An Max Wein erinnert auch ein Stolperstein in Stralsund.      |
| Wein, Regina  | Regina Wein Jg. 1925 1941 Ghetto Krakau deportiert ermordet                                                     | Wein, Regina  | Markt 5/6 (Karte) | 23. Mai 2022  | Die Familie Wein (Hermann und Malka Wein und ihre Kinder Max, Regina und Leo) lebte ab Mitte der 1920er Jahre in der Stadt. Sie betrieben zwei kleine Geschäfte; nach dem durch die Nationalsozialisten angeordneten Boykott zogen sie nach Bergen auf Rügen, später nach Berlin. Im Jahr 1938 wurden sie abgeschoben nach Polen. Maika, Regina und Leo Wein wurden deportiert. Wahrscheinlich wurden sie ermordet. An Regina Wein erinnert auch ein Stolperstein in Stralsund. |
| Wein, Leo     | Leo Wein Jg. 1927 1941 Ghetto Krakau deportiert ermordet                                                        | Wein, Leo     | Markt 5/6 (Karte) | 23. Mai 2022  | Die Familie Wein (Hermann und Malka Wein und ihre Kinder Max, Regina und Leo) lebte ab Mitte der 1920er Jahre in der Stadt. Sie betrieben zwei kleine Geschäfte; nach dem durch die Nationalsozialisten angeordneten Boykott zogen sie nach Bergen auf Rügen, später nach Berlin. Im Jahr 1938 wurden sie abgeschoben nach Polen. Maika, Regina und Leo Wein wurden deportiert. Wahrscheinlich wurden sie ermordet. An Leo Wein erinnert auch ein Stolperstein in Stralsund. |